# Senkakuöarna

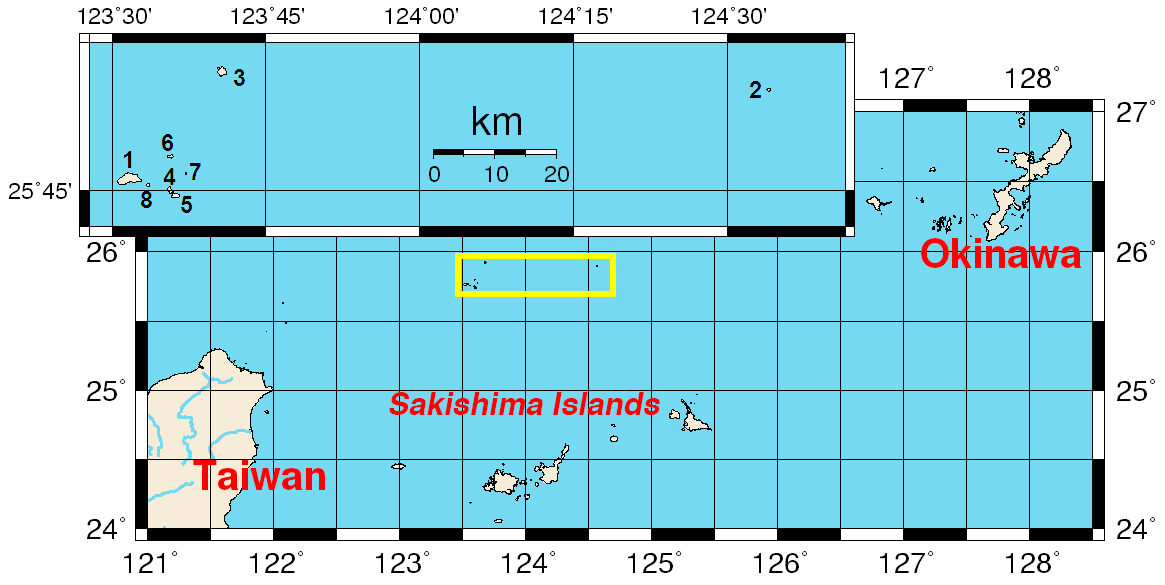
Senkaku-öarna består av åtta öar: 1. Uotsuri-jima (Diaoyu Dao), 2. Taishō-jima (Chiwei Yu), 3. Kuba-jima (Huangwei Yu), 4. Kita-kojima (Beixiao Dao), 5. Minami-kojima (Nanxiao Dao), 6. Oki-no-Kitaiwa (Da bei xiao dao), 7. Oki-no-Minami-iwa (Da nan xiao dao), 8. Tobise (Fei lai dao.)

Senkakuöarna (japanska 尖閣諸島; Senkaku-shotō), även kända som Diaoyuöarna (Folkrep. Kina: 釣魚島/釣魚台; Diaoyutai, Diaoyu; Taiwan: 釣魚台列嶼, Tiao Yu Tai), är en obebodd ögrupp i Östkinesiska havet. Den ligger norr om Ryukyuöarnas sydvästligaste del Sakishimaöarna och nordost om Taiwan, väster om Japan och söder om Kina. Japan, Kina och Taiwan gör alla tre anspråk på området. Öarna förvaltas av Japan.
Det är osäkert när öarna upptäcktes. De första dokumenterade kontakterna skedde först kring 1372 under den kinesiska Mingdynastin.
Under Första sino-japanska kriget erövrade Japan ön Taiwan och Senkakuöarna, som formellt inkorporerades till det japanska territoriet 1895. Efter andra världskriget ockuperades området sedan av USA som förvaltade öarna fram till 1972, då de återlämnades till Japan. Den territoriella rätten till Senkakuöarna är under en pågående tvist mellan Kina och Japan.

## Geografi
Senkakuöarna ligger i Östkinesiska havet 425 km sydväst om de japanska Okinawaöarna, 420 km öster om Kina, 250 kilometer nordöst om Taiwans norra spets och ungefär lika långt norr om de närmaste av de japanska Ryukyuöarna (Iriomote och Ishigaki).
Havet kring öarna är mycket rik på fisk och förmodas även ha stora olje- och naturgasfyndigheter.
De obebodda öarna är av vulkaniskt ursprung och har en areal om 6,3 km². Den högsta höjden är på 362 m ö.h. och ligger på huvudön. Ögruppen består av åtta öar.
Deras namn är på japanska / kinesiska:
- Uotsuri-shima / Diaoyu Dao, huvudön, 3,82 km²
- Kita-kojima / Beixiao Dao, 0,31 km²
- Kuba-shima / Huangwei Yu, 0,91 km², 31 km från huvudön
- Minami-kojima / Nanxiao Dao, 0,40 km²
- Taishō-tō / Chiwei Yu, 0,06 km², 108 km från huvudön

samt klippöarna
- Oki-no-Kitaiwa / Da bei xiao dao
- Oki-no-Minamiiwa / Da nan xiao dao
- Tobise / Fei lai dao

Ögruppen utgör geografiskt en del av Sakishimaöarna, tillsammans med Miyakoöarna och Yaeyamaöarna.
Förvaltningsmässigt utgör ögruppen en del av Ishigaki i Okinawa-prefekturen i Japan. Enligt Taiwans anspråk på öarna tillhör ögruppen staden Toucheng i häradet Yilan i Taiwan-provinsen. Enligt Folkrepubliken Kinas anspråk tillhör ögruppen samma stad, härad och provins, då folkrepubliken fortfarande betraktar Taiwan som en del av Kina. Senkakuöarnas större avstånd till fastlandet än till närmaste del av både Taiwan och Ryukyuöarna är alltså inget hinder för folkrepubliken att ange anspråk på ögruppen.

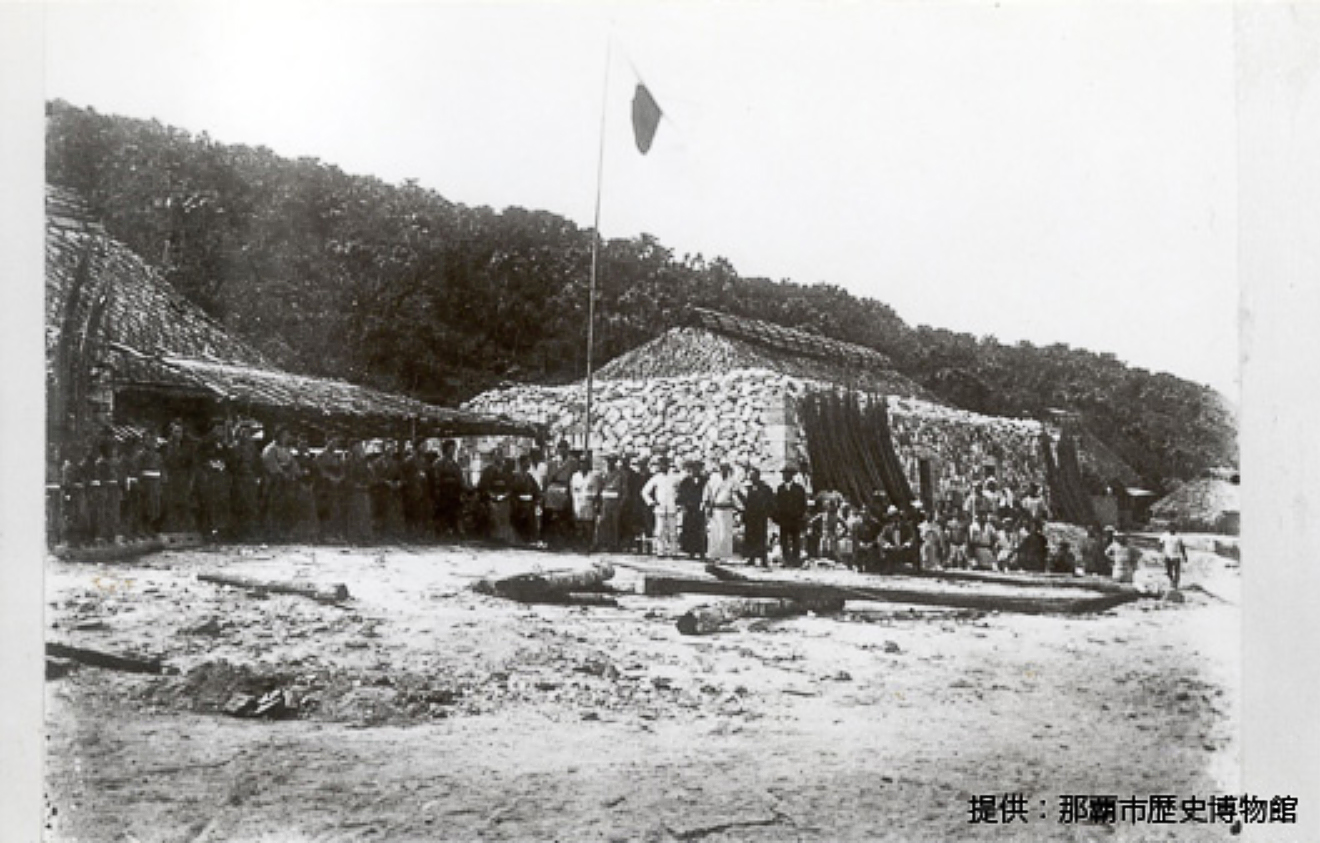
Japanska arbetare vid en beredningsanläggning för bonitofiske på Uotsuri-jima omkring år 1910

## Historia
Det är osäkert när Ryukyuöarna upptäcktes. Den oftast hävdade teorin menar att öarnas tidigaste invånare kom över en förhistorisk landbrygga från dagens Kina, med senare tillskott av austroneser, mikroneser och japaner som blandade sig med urbefolkningen.
Sten- och snäckskalsredskap från 2 500 år sedan har grävts fram ur kökkenmöddingar på Sakishimaöarna. Dessa kulturer brukar delas i den tidiga som motsvarar japanska Jomon och den senare kökkenmöddingperioden som motsvarar Yayoi perioden. De första dokumenterade kinesiska anteckningarna härrör från år 603 då Kina skickade en delegation till Okinawa med bud om att de skulle underkasta sig den kinesiske kejsaren. Okinawas befolkning vägrade och år 610 invaderades ön för att bli en kinesisk vasallstat de närmaste 500 åren.  Sakishimaöarnas första dokumentation finns i Shoku Nihongi (797), där det sägs att år  714 Ō no Ason Okeji (太朝臣遠建治?) gjorde visit hos Dazaifu med 52 öbor från Amami (奄美?), Shigaki (信覚?), Kumi (球美?) och andra öar. Shigaki antas vara dagens Ishigaki (石垣?), Kumi är Kume (久米?) eller Komi (古見?), en bosättning på Iriomote.

### Japanskt och amerikanskt styre
Den japanska staten annekterade formellt öarna den 14 januari 1895. Omkring 1900 konstruerade den japanske entreprenören Koga Tatsushirō (古 贺 辰 四郎) en bearbetningsanläggning för bonito på öarna med 200 anställda. Verksamheten bar sig inte och fick läggas ned 1940 och öarna har varit öde sedan dess.] På 1970-talet sålde Koga Tatsushirōs ättlingar Zenji och Hanako Tatsushirō fyra öar till Kurihara-familjen i Saitama prefektur. Kunioki Kurihara blev ägare till Uotsuri, Kita-Kojima och Minami-Kojima. Kuniokis syster äger Kuba.
Öarna kom under amerikansk ockupation 1945 efter det att Japans kapitulation avslutade Stillahavskriget. 1969 identifierade FN:s ekonomiska kommission för Asien och Fjärran östern potentiella olje- och gasreserver i närheten av Senkakuöarna. År 1971 togs återgångsfördraget med Okinawa av den amerikanska senaten och öarna återgick därmed till japansk kontroll 1972. Även de taiwanesiska och kinesiska regeringarna började officiellt förklara äganderätt till öarna 1972.
Eftersom öarna återgått till japanska regeringen kontroll år 1972, har borgmästaren i Ishigaki fått borgerlig makt över territoriet. Den japanska staten har dock förbjudit Ishigaki från lantmäteri eller att utveckla öarna. 1979 utsändes en officiell delegation från den japanska regeringen bestående av 50 akademiker, regeringstjänstemän från utrikes- och transportministerierna, tjänstemän från den nu nedlagda Okinawa Development Agency och Hiroyuki Kurihara. De besökte öarna och slog läger på Uotsuri i fyra veckors tid. Delegationen kartlade det lokala ekosystemet, hittade mullvadar och får, studerade det lokala marina livet och undersökte om öarna skulle klara mänsklig bosättning.
Från 2002 till 2012 betalade inrikes- och kommunikationsministeriet Kuriharafamiljen 25 000 000 yen per år för att hyra Uotsuri, Minami-Kojima och Kita-Kojima. Japans försvarsdepartementet hyr Kubaön för en hemlig summa. Ön Kuba används av den amerikanska militären som ett övningsfält för flygplansbombning. Japanska staten heläger Taishoön.

## Suveränitetsdispyten
Efter upptäckten 1968 att oljereserver kan finnas under havet nära öarna,  har Japans suveränitet över dem bestritts av Folkrepubliken Kina (Kina) och Republiken Kina (ROC,  Taiwan) som en följd av att USA överförde deras förvaltning till Japan 1971. Kineserna hävdar upptäckt och kontroll av öarna från 1300-talet. Japan styrde öarna från 1895 till sin kapitulation i slutet av andra världskriget. USA administrerade dem som en del av USA:s Civil Administration av Ryukyuöarna från 1945 till 1972, då öarna återgick till japansk överhöghet genom fördraget om Okinawas återgång mellan USA och Japan.  
USA ockuperade öana från 1945 till 1972. Såväl PRC som Japan framförde sina suveränitetsanspråk på öarna till FN:s säkerhetsråd vid den tiden, när USA överförde sin administrativa makt till Japan. Fastän USA inte har någon officiell position angående de motstående suveränitetsanspråken, så är öarna inkluderade i Säkerhetspakten mellan USA och Japan, vilket betyder att ett japanskt försvar av öarna kan framtvinga stöd från USA:s militär.
I september år 2010 rammade en kinesisk fiskebåt två japanska kustbevakningsbåtar vid Senkaku. Japanerna grep kaptenen, men de gav snart efter för kinesiska påtryckningar och omfattande antijapanska demonstrationer. Kaptenen frigavs. Kina krävde dock även en officiell ursäkt. Svaret blev antikinesiska demonstrationer i Japan.
Den 17 december 2010 förklarade Ishigaki "14 januari" som "Pionjärdagen" för att fira Japans annektering av Senkakuöarna 1895. Kina fördömde Ishigakis agerande.
2012 meddelade både Tokyos och Japans centralregeringar planer på att förhandla om köp av Uotsuri, Kita-Kojima och Minami-Kojima från Kurihara-familjen. Den 15 augusti 2012 landsteg kinesiska aktivister på en av öarna, dit de hade åkt med båt från Hongkong. De greps av japansk kustbevakning, vilket medförde att Kina lämnade en diplomatisk protest till Japan. Japan har beslutat att utvisa aktivisterna och har i sin tur lämnat en diplomatisk protest till Kina.
Stämningen piskades upp i början på augusti, när en grupp kinesiska aktivister lyckades ta sig förbi den japanska kustbevakningen och resa den kinesiska flaggan på en av öarna. Dessa greps senare av kustbevakningen, vilket fick Kina att lämna en diplomatisk protest till Japan. För att undvika en kris utvisades aktivisterna, men dispyten intensifierades den 19 augusti, när japanska aktivister demonstrerade nationalism i sin tur.
 Krisläget har därefter ytterligare förvärrats.
Den 11 september 2012 nationaliserade den japanska regeringen sin kontroll över Minamikojima, Kitakojima och Uotsuri-öarna genom att köpa dem från Kurihara-familjen för 2 miljarder yen. Kinas utrikesministerium invände och deklarerade att Peking inte skulle "luta sig tillbaka och se dess territoriella suveränitet kränkas." På detta följde de dittills mest aggressiva demonstrationerna mot japaner i denna fråga. Kina skickade först sex patrullbåtar för att markera att öarna var deras och för att visa sitt missnöje. På måndagskvällen den 17 september 2012 anlände också 1 000 kinesiska fiskebåtar på privat kinesiskt initiativ.
|  |  |  |

### Fortsatt japansk konsolidering
Relationerna mellan Kina och Japan har inte förbättrats av att kinesiska fartyg upprepar sina besök i öarnas farvatten. Japan meddelade därför 2014 sitt beslut att bygga en militär radarstation på den närliggande ön Yonaguni och stationera en grupp soldater där för att få bättre kontroll över området.